# Pieter Huistra
Pieter Huistra, född 18 januari 1967 i Wymbritseradiel, Nederländerna, är en nederländsk fotbollstränare och före detta spelare.